# 부제 (군주)
부제(副帝)는 황제(皇帝)에 버금가는 군주의 직함으로 황제를 대신해 자치권을 갖고 영토 일부를 통치할 수 있으며, 동양의 태자(太子)처럼 계승권을 얻을 수 있었다. 황제와 부제가 동시에 존재하면 본 황제를 정제(正帝), 황제의 대리자를 부제(副帝)라고 칭한다.
본래 로마 제국의 황제 아우구스투스(Augustus, 정제)를 보좌하는 카이사르(Caesar)를 번역한 것으로 카이사르는 일정 부분의 땅과 군사력을 받고 정제를 대신하여 지정 구역을 다스릴 수 있다. 그리고 정제가 죽으면 자신이 정제가 되어 새로운 부제를 임명할 수 있다.
부제는 정제와 마찬가지로 '제(帝)'라고 불리지만 정제에 버금가는 지위일 뿐, 정제처럼 그 나라의 최고 군주로 간주되지 않았다. 부제의 영문은 'junior emperor'이다.
동양의 경우 일정 부분의 땅을 받아 다스리는 점은 제후와 비슷하며, 계승권을 가졌고 황제에 버금가는 지위로썬 태자(太子)와 그 기능이 비슷했다. 세자 시기의 광해군은 분조(分朝)가 시행되자 소조정(小朝廷)을 다스린 적이 있었다.